# Irit Dinur

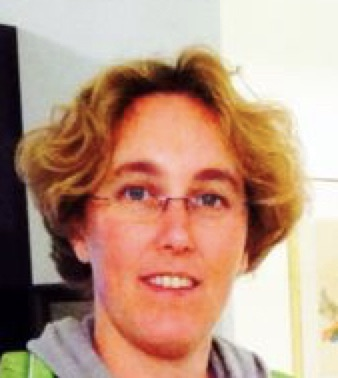
Irit Dinur 2014

Irit Dinur (hebräisch אירית דינור) ist eine israelische Informatikerin.

## Leben
Dinur studierte Informatik an der Universität Tel Aviv, wo sie 2002 bei Shmuel Safra promoviert wurde (Dissertation: On the Hardness of Approximating the Minimum Vertex Cover and The Closest Vector in a Lattice).  Danach war sie einige Jahre am Institute for Advanced Study, bei NEC Research und ein Jahr als Miller Fellow an der University of California, Berkeley. Sie war Professorin für Informatik an der Hebräischen Universität und ist Professorin am Weizmann-Institut. 2012 ist sie zu einem Sabbatjahr bei Microsoft Research.

## Wirken
Sie wurde 2005 durch einen neuen Beweis des PCP-Theorems bekannt, der eine starke Vereinfachung gegenüber vorhergehenden Beweisen darstellte. Das Theorem wurde ursprünglich in den 1990er Jahren durch Sanjeev Arora, Safra und andere bewiesen.

## Auszeichnungen
Im Jahr 2010 hielt sie einen Plenarvortrag auf dem ICM in Hyderabad (Probabilistic checkable proofs and codes). Für 2012 erhielt sie den Erdős-Preis zugesprochen, für 2019 den Gödel-Preis, für 2022 den Paris-Kanellakis-Preis mit Avrim Blum, Cynthia Dwork, Frank McSherry, Adam Davison Smith und Kobbi Nissim für die Entwicklung von Differential Privacy.

## Schriften
- The PCP Theorem by gap amplification, Technical Report 2005 und Journal of the ACM, Band 54, 2007, S. 1, Online, pdf
- mit Kobbi Nissim: Revealing information while preserving privacy, Proc. 22th  ACM SIGMOD-SIGACT-SIGART Symposium on Principles of Database Systems, 2003[4]